# Église épiscopalienne réformée espagnole
L'Église épiscopalienne réformée espagnole (en espagnol : Iglesia Española Reformada Episcopal) est une Église anglicane en Espagne. L’Église épiscopalienne réformée espagnole (IERE) est une église évangélique et, par tradition, anglicane, qui fait partie de la Communion anglicane mondiale.
Elle a sa propre liturgie: rite mozarabe, liturgie Hispanique, ou wisigothique. Elle conserve le système sacramentel anglican (baptême, sainte cène dite aussi sainte communion, la confirmation, le mariage, etc.…). L’IERE est dans une pleine communion avec l'Église vieille-catholique et avec les Églises luthériennes scandinaves dans le cadre de la Communion de Porvoo. Elle est un membre actif de la Fédération des Entités Religieuses Évangéliques de l’Espagne (FEREDE) et également du Conseil œcuménique des Églises.  

## Histoire
L’IERE a été organisée dans la deuxième moitié de XIXe siècle par ceux qui désiraient réformer le catholicisme en vertu des principes de la Réforme.
Depuis 1980, l'Église est devenue un diocèse extraprovincial sous l’autorité métropolitaine de l'archevêque de Cantorbéry.

## Liturgie
L'Église épiscopalienne réformée espagnole utilise une variante du rite mozarabe, qui a été la liturgie ancienne employée par l’église chrétienne à l’époque du domaine wisigoth. Héritière directe de la liturgie wisigoth, cette liturgie est influencée à la fois par le christianisme oriental, par la liturgie romaine et quelques traditions musulmanes. Le rite présente de notables différences avec le rite romain. Ainsi lors de la messe, neuf oraison sont récitées, trois passages des Évangiles sont lus et la communion se fait systématiquement sous les deux espèces. Le chant liturgique est très spécifique. Il a été promulgué par le IVe concile de Tolède, présidé par saint Isidore de Séville, en  633. C'est toujours l'une des manières de célébrer l’Eucharistie, les sacrements et l’office divin dans la catholicité occidentale.

## Organisation
L’IERE a un gouvernement démocratique parlementaire ou synodal. Le synode est la plus haute autorité de l’église, il est composé d'ecclésiastiques et de laïcs. Chaque paroisse est représentée par un pasteur et un laïc. Le synode choisit la commission permanente, l’organe qui gouverne entre les séances synodales annuelles. L’IERE, n’est pas une église avec gouvernement épiscopal, comme l’église catholique, mais c’est une église synodale gouvernée par un évêque en synode. Le synode sans l’évêque ne peut rien faire et réciproquement, l’évêque ne peut rien faire sans le synode.
L’IERE est divisée en trois zones :
- Catalogne, Levant et îles Baléares
- Andalousie et Canaries
- Centre et Nord

Il y a des paroisses appartenant à l’IERE à Salamanque, à Valence, à Barcelone, à Valladolid, à Séville, à  Oviedo, à Tarragone, en Murcie, à Alicante et à Madrid. Il y a 22 paroisses et 21 ecclésiastiques, l’un d'eux étant une femme.